# Антверпенский трамвай

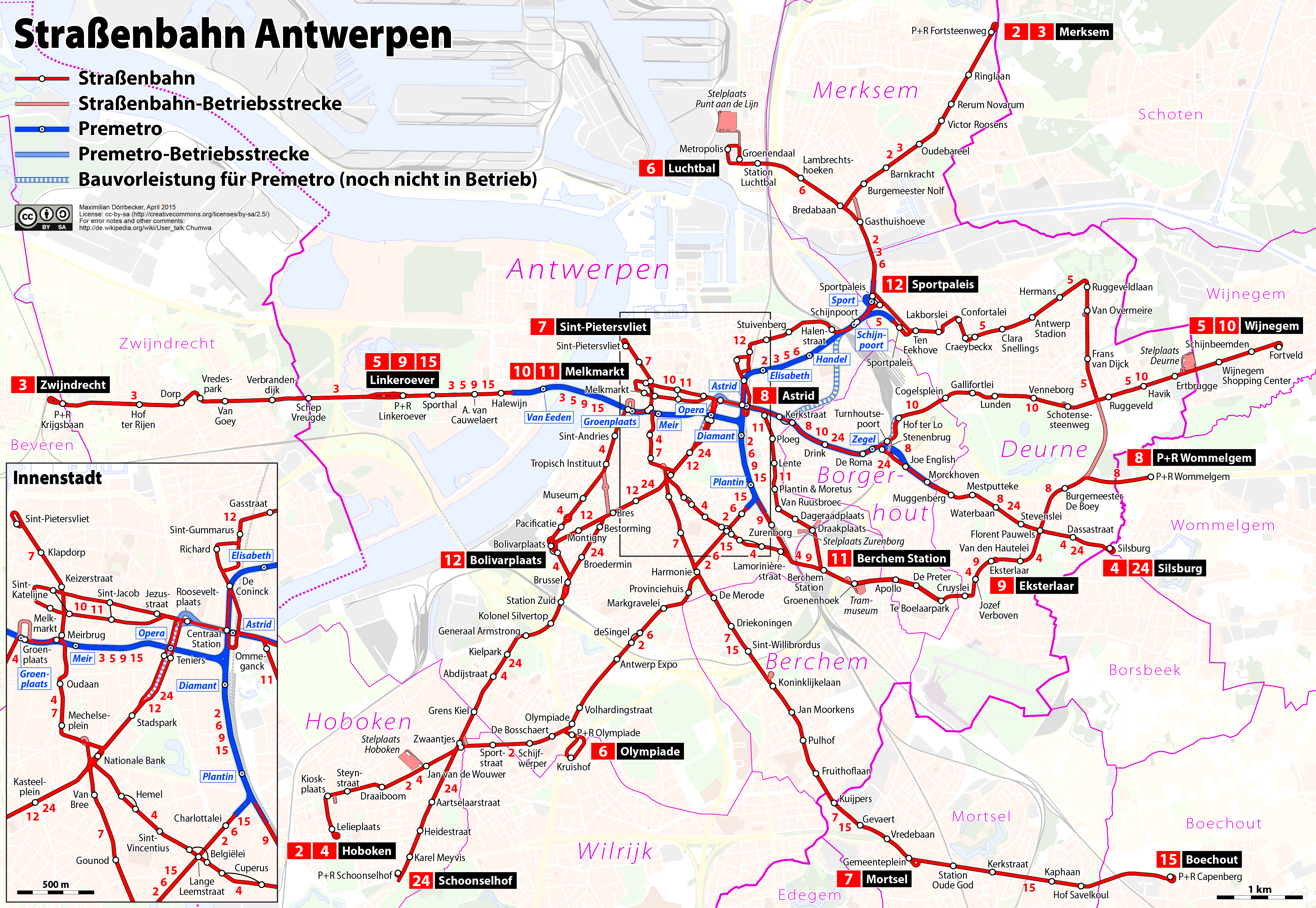

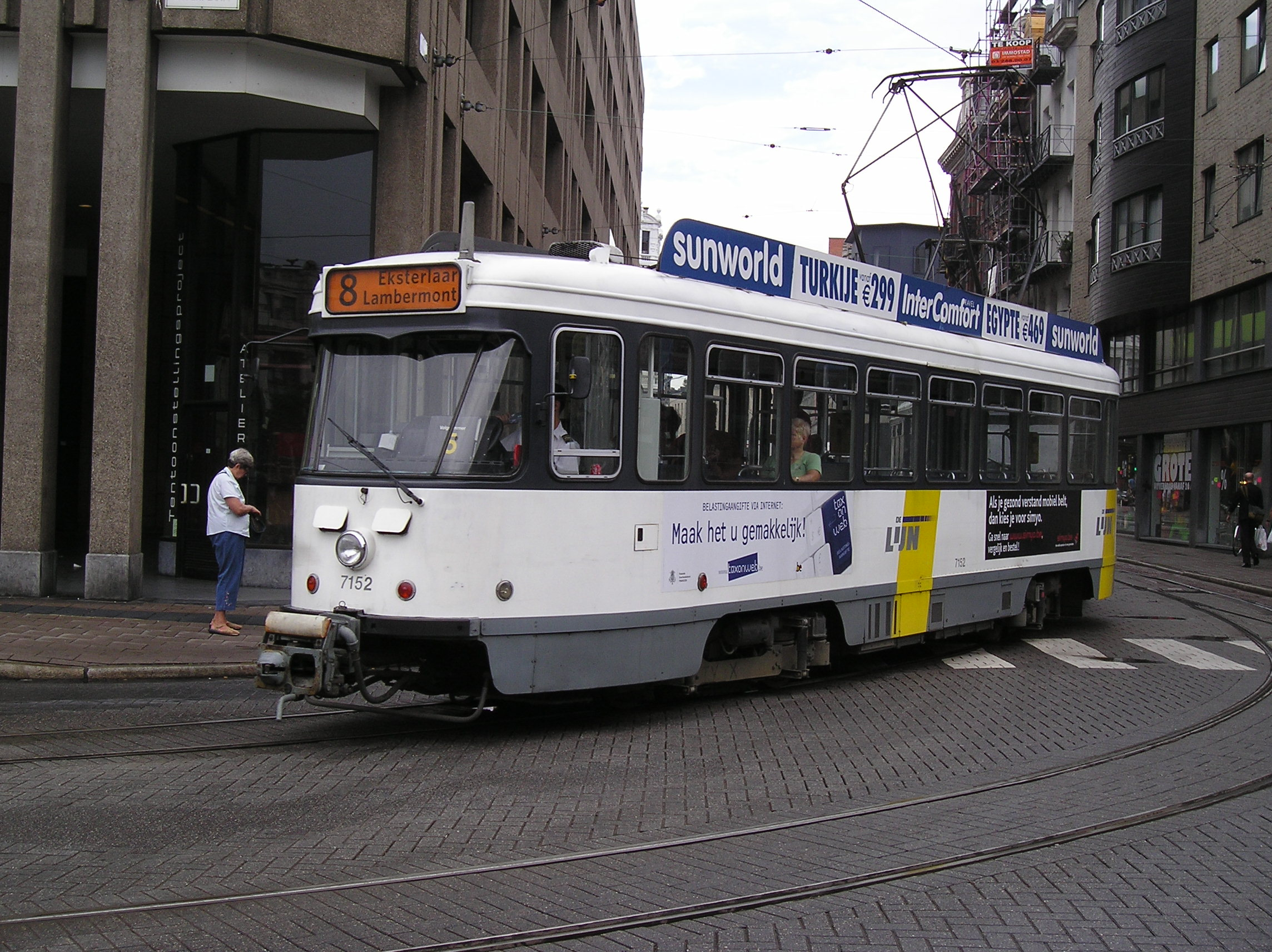
Трамвай PCC

Антверпенский трамвай — вид общественного транспорта в Антверпене, Бельгия. По состоянию на начало 2007 года система насчитывает одиннадцать маршрутов, из них четыре проходят в основном под землёй.
Система эксплуатируется организацией De Lijn.

## История

### Конка и омнибус
Предшественником электрического трамвая была конка. Первый запрос на право организации в городе «Американского трамвая» (фр. Tramway Américain), как тогда назвали конный трамвай, был направлен городскому правительству предпринимателями Ed. Paujaurd’hui и A. Edvard ещё 27 июня 1865 года, однако только спустя шесть лет (14 марта 1871 года) городской совет разрешил строительство трамвая. Первая линия конки в Антверпене открылась 25 мая 1873 года. Она соединила церковь в районе Берхем и улицу Меир в центре города.
Спустя десять лет в городе действовало уже десять линий конки. Также имелся один омнибусный маршрут. Общественный транспорт Антверпена эксплуатировался девятью разными частными компаниями. Одна эксплуатировала омнибус, восемь остальных — различные маршруты конки.
28 сентября 1895 года в Бельгии было основано акционерное общество Société Anonyme Compagnie Mutuelle de Tramways (для краткости — Mutuelle), целью которого было развитие трамваев и лёгких железных дорог в Бельгии и за границей. В 1897 году Mutuelle начало переговоры с антверпенскими коночными компаниями об объединении в единое транспортное предприятие. Фактический процесс объединения начался 1 января 1899 года, когда в состав Mutuelle вошли два маршрута, принадлежавших ранее компаниям Tramways Maritimes Tramways и Suburbains d’Anvers. 24 апреля 1899 года Mutuelle основало дочернюю компанию Compagnie Générale des Tramways d’Anvers (CGTA), целью которой была эксплуатация конки и омнибуса Антверпена с последующей электрификацией. В течение 1899 года CGTA продолжала переговоры об объединении с частными компаниями. В результате к 1 января 1900 года все частные коночные компании (а также единственная омнибусная) вошли в состав CGTA вместе со всем своим имуществом.
Единственной линией трамвая, не вошедшей в состав CGTA, была пригородная линия Антверпен Варкенсмаркт — Мерксем. Ещё 9 августа 1887 года она была передана Национальному обществу местных железных дорог (NMVB), которое эксплуатировало междугородные и пригородные трамваи по всей Бельгии.
Таким образом CGTA стала владельцем следующих активов: 44,194 км трамвайных линий, 132 открытых и 136 закрытых вагонов конки, 26 омнибусов (как открытых, так и закрытых) и 663 лошади.

### Электрификация
Разрешение на работы по электрификации было получено CGTA 12 марта 1902 года, спустя почти полгода после подачи запроса (22 ноября 1901 года). Параллельно с электрификацией планировалась перешивка линий с 1435 мм на 1000 мм
Работы начались на омнибусном маршруте Drakplaats — Grote Markt (ныне — маршрут № 11). Фактически первая эта электрического трамвая строилась с нуля, так как омнибусы были не рельсовыми, а дорожными транспортными средствами. Следовательно, никакой рельсовой инфраструктуры до начала строительства линии электрического трамвая на трассе не было.
К 6 мая 1902 года вдоль участка трассы бывшего омнибусного маршрута от Drakplaats до Nieuwstraat были проложены рельсы. После этого начались работы на перешивке и электрификации коночных линий на кольце бульваров (Leien). На время работ высвободившиеся омнибусы заменили вагоны конки, в то время как на бывшей омнибусной линии, которая пока не электрифицировалась, начали работать вагоны конки, раньше ходившие по бульварам. 9 июля 1902 года началось движение конки по участку бывшего омнибусного маршрута от Nieuwstraat до Grote Markt.
Первая опора контактной сети была установлена 10 июня 1902 года на бульваре Kunstlei (ныне Frankrijklei), между перекрёстками с улицами De Keyserlei Gemeenteplaats (Fr. Rooseveltplaats). 13 августа 1902 года контактная сеть была подключена ко временной электростанции, которую оборудовали в депо на Boudewijnstraat. Вскоре начались пробные поездки электрических трамваев. Пока же (с 12 июня) на перешитую трассу на бульварах ненадолго вернулась конка.
Нормальная эксплуатация электрического трамвая началась 2 сентября 1902 года. Сначала по трассе ходили как электрические трамваи, так и вагоны конки. Но уже через неделю конка навсегда покинула антверпенские бульвары.

## Описание системы
Система антверпенского трамвая включает участки, имеющие разный характер — от уличных трасс на совмещённом полотне до подземных тоннелей, мало отличающихся от метрополитена.
Ширина колеи — 1000 мм, напряжение контактной сети — 600 вольт.

## Пре-метро

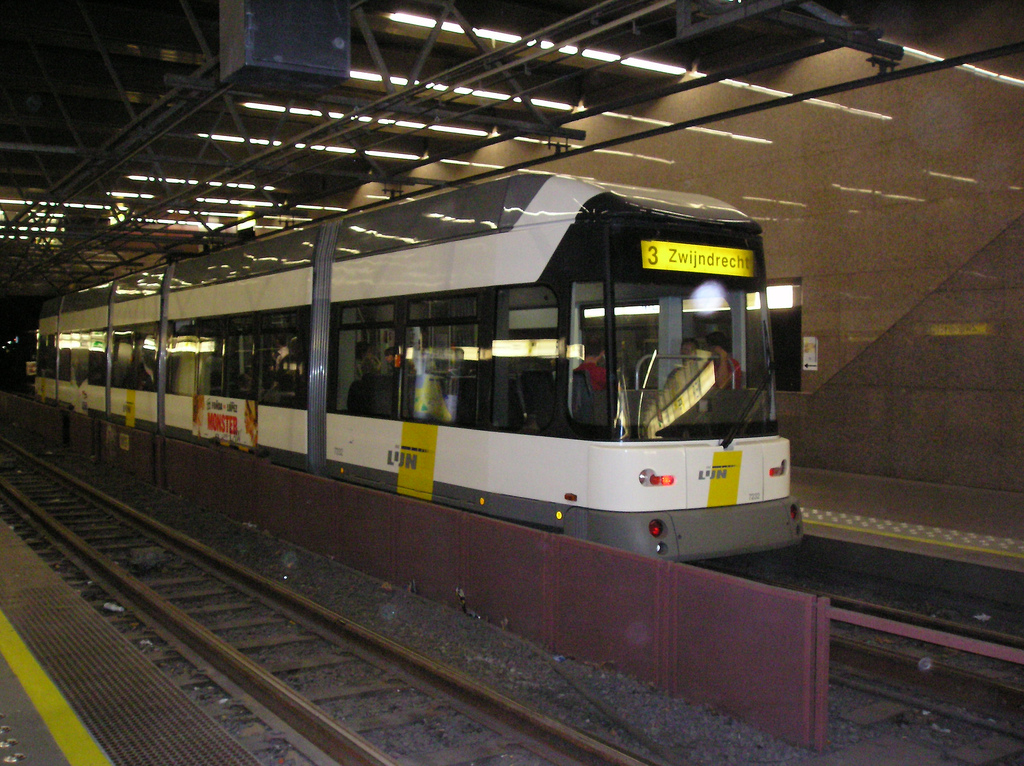
Трамвай HermeLijn на подземной станции

Систему подземных линий в Антверпене называют «Пре-метро» (примерно соответствует слову «Подземный трамвай», которым в России называют систему в Волгограде). Первый участок подземного трамвая открылся 25 марта 1975 года (между станциями Groenplaats и Diamant, 1,3 км). На 2013 год эксплуатируются подземные участки длиной 8,1 км с 11 станциями. Построено ещё 5,4 км тоннелей с 8 станциями, но они не введены в эксплуатацию и законсервированы.

## Подвижной состав
В Антверпене используются трамваи PCC и современные низкопольные трамваи HermeLijn.